# Маріте Контрімайте
Маріте Контрімайте (лит. Marytė Kontrimaitė; 9 лютого 1947, с. Вілкайчяй, Плунгеський район — 16 квітня 2016, Литва) — литовська письменниця, поетеса, перекладачка, публіцистка, громадська діячка; філологиня, фахівець з вірменознавства. Перекладачка з литовської мови на вірменську і навпаки. Доктор наук.

## Біографія
Народилася в 1947 році в Вілкайчяї у родині вчительки і ремісника. У 1949 році батьки Маріте були заарештовані і відправлені у заслання в Сибір. Там родина проживала в м. Бодайбо Іркутської області. У 1956 році повернулася до Литви.
У 1970 році Маріте здобула вищу освіту у Вільнюському університеті, де вивчала литовську мову і літературу. Після навчання вирушила на роботу до Єревану. Пізніше знову повернулася на Батьківщину. У 1987 році розпочала працювати в редакції тижневика «Література і мистецтво». З 1988 року — учасниця «Саюдіса».
У 1992 році організувала товариство «Литва-Вірменія». У 1993 році випустила незалежну газету «Армено». Працювала членом правління партії християнських демократів. З 1998 по 2002 рік — радниця в Сеймі з культури при Комітеті культури, науки і освіти. Займалася активно питанням визнання Литвою геноциду вірмен.

## Відзнаки
У 2015 році Міністр Культури Республіки Вірменія Асмік Погосян нагородила Маріту Контрімайте медаллю «Св. Григора Нарекаці» та Почесною грамотою Міністерства Культури Вірменії за поширення вірменської літератури за кордоном та серед литовських читачів за допомогою своїх перекладів, а також за значний внесок у літературний переклад вірмено-литовської літератури.

## Переклади

### З вірменської мови
- G. Eminas. Septynios giesmės apie Armėnija: essays. — Vilnius: Vaga, 1984.
- Armėnų apysakos (together with Z. Sakalauskienė). — Vilnius: Vaga, 1985.
- H. Tumanianas. Gikoras: short story. — Vilnius: Vyturys, 1986.
- K. Simonianas. Iki pasimatymo, Natanaeli !: novella. — Vilnius: Vyturys, 1987.
- V. Pohosianas. Baltų ėriukų vasara: novella. — Vilnius: Vyturys, 1990..

### З іспанської мови
- G. Mistral. Poezijos ciklas «Mirties sonetai» ir kt. eilėraščiai. — Vertimų almanachas «Atodangos 88», Periodika, 1988.